# Centrale thermique Kryvorizka
La centrale thermique de Kryvorizka est une centrale thermique dans l'oblast de Dnipropetrovsk en Ukraine.

## Localisation
Elle se situe à Zelenodolsk.

## Historique
Elle a ouvert en 1965 et c'est l'une des plus puissantes d'Ukraine.